# National Cycling Centre (Manchester)

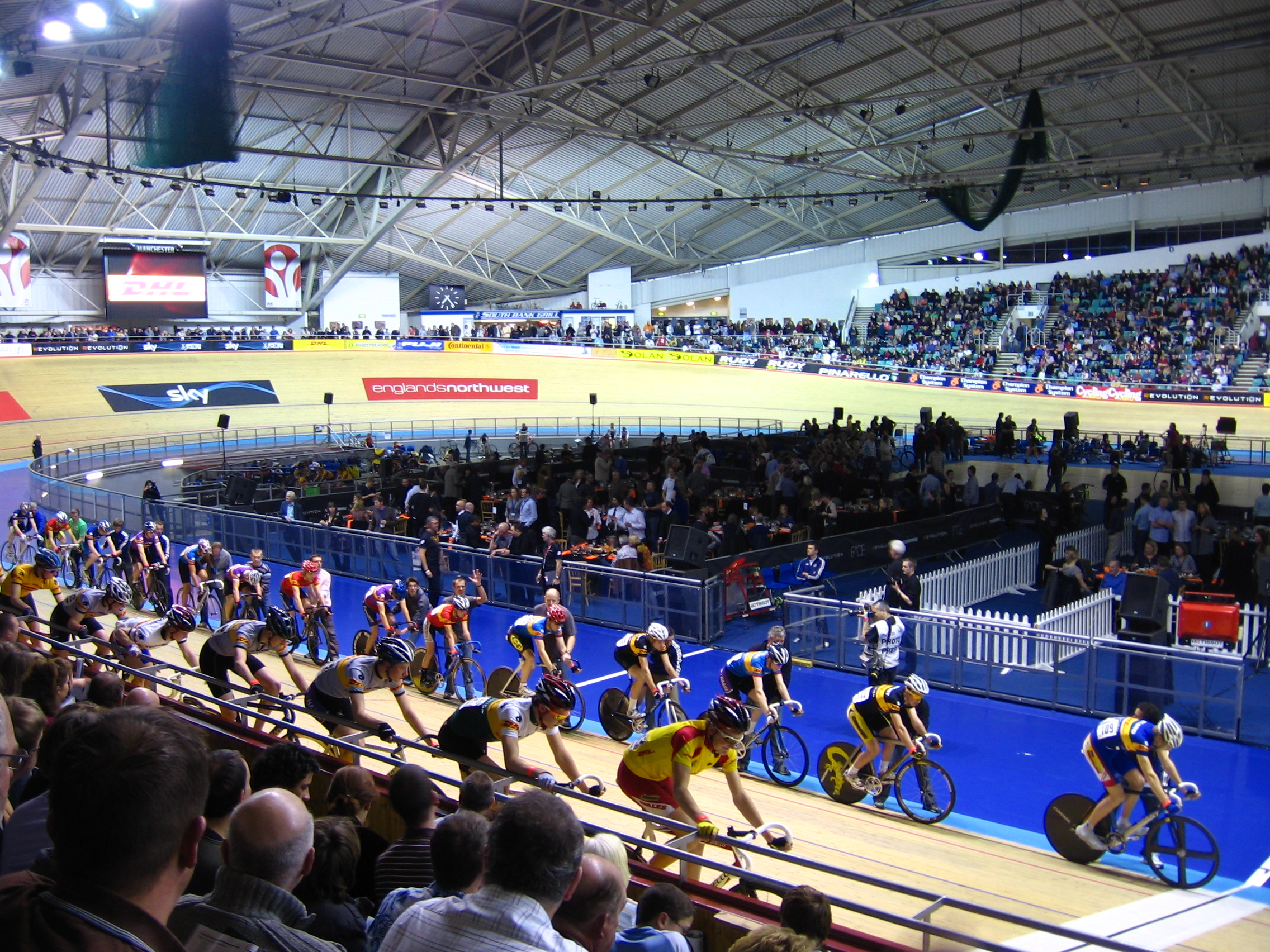
Innenansicht des Velodroms

Das National Cycling Centre im britischen Manchester ist Sitz des nationalen Radsportverbands British Cycling. Außerdem beinhaltet es eine Radrennbahn (Manchester Velodrome) sowie eine BMX-Bahn (National Indoor BMX Arena). Beide Anlagen waren Schauplatz hochrangiger Wettkämpfe im Bahnradsport bzw. im BMX-Rennsport.

## Radrennbahn

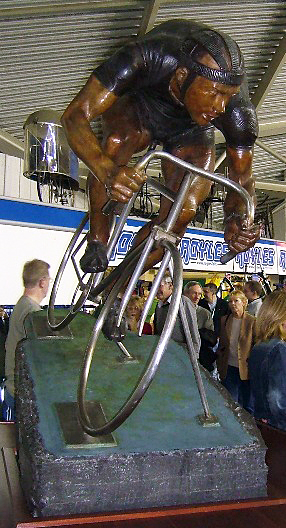
Im Velodrome erinnert eine Skulptur an den britischen Weltmeister Reg Harris

Das Manchester Velodrome war der erste Bauabschnitt des National Cycling Centre und wurde im September 1994 eröffnet. Der Bau kostete 9,5 Millionen Pfund; Träger ist die Stadt Manchester. Die Bahn wurde von Ron Webb konzipiert, das Gebäude von FaulknerBrowns Architects. Die Bahn ist 250 Meter lang und besteht aus Sibirischer Fichte. Als „National Cycling Centre“ sowie Sitz des britischen Verbandes ist es die erste Adresse für den Bahnradsport in Großbritannien. 3500 Zuschauer finden Platz auf den Tribünen. Die Halle kann auch für andere Sportarten wie Basketball, Badminton und Netball genutzt werden.
Von März bis Mai 2018 wurden die Latten der Radrennbahn gegen neue ausgetauscht. Die alten Latten wurden der Charity-Organisation Emerge gestiftet, die sie für einen guten Zweck verkaufte.

### Radsport-Veranstaltungen
Seit der Eröffnung fanden im Manchester Velodrome zahlreiche internationale Radsport-Veranstaltungen statt. 1996, 2000 und 2008 wurden hier die UCI-Bahn-Weltmeisterschaften ausgetragen sowie Läufe des Bahnrad-Weltcups, mehrfach die „Masters-Weltmeisterschaften“ für Senioren-Bahnfahrer und nationale Bahn-Meisterschaften. 2002 beherbergte das Velodrom die Bahnrad-Wettbewerbe der Commonwealth Games 2002. Mehrmals im Jahr werden Rennabende der Revolution-Serie ausgetragen.

### Rekorde
1996 stellte Lokalmatador Chris Boardman in Manchester in der Einerverfolgung über 4000 Meter einen neuen Rekord mit 4:11,114 Minuten auf; neun Tage später erneuerte er dort den Stundenweltrekord mit 56,375 Kilometern und übertrumpfte den vorigen Rekordhalter Tony Rominger aus der Schweiz um einen Kilometer. Am 27. Oktober 2000 stellte Boardman erneut einen Stundenweltrekord über 49,441 Kilometer auf einem konventionellen Bahnrad auf, nachdem die Union Cycliste Internationale alle Rekorde, darunter auch den Boardmans von 1996, die auf aerodynamisch gebauten Rädern aufgestellt worden waren, annulliert hatte.
Am 27. März 2008 stellte der britische Bahnvierer (Ed Clancy, Geraint Thomas, Paul Manning und Bradley Wiggins) vor heimischem Publikum einen neuen Weltrekord (3:56,322 Minuten) auf.
Insgesamt wurden auf der Bahn bisher rund 15 Weltrekorde (Stand: Oktober 2011) aufgestellt.

## BMX-Bahn

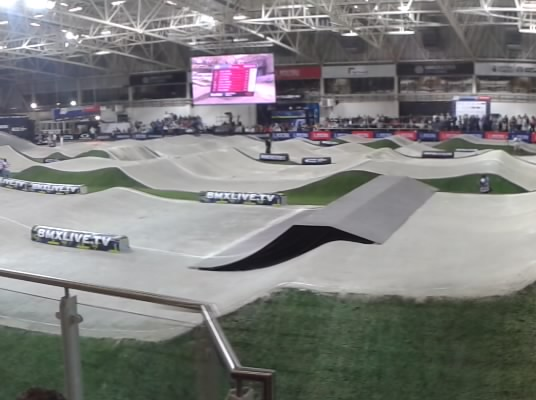
Innenansicht der BMX-Halle

Die National Indoor BMX Arena für 2000 Zuschauer wurde 2011 eingeweiht, als Teil der Vorbereitungen auf die Olympischen Spiele 2012. Sie ist baulich mit der Radrennbahn verbunden, beide Anlagen haben denselben Eingang. Die BMX-Halle diente mehrfach der Ausrichtung von Rennen im Rahmen des BMX-Weltcups, und zwar in den Jahren 2013, 2014, 2015, 2016 und 2019.

## Andere Veranstaltungen
Am 2. Juli 2009 gab die Gruppe „Kraftwerk“ ein Konzert im Manchester Velodrome. Während der Aufführung ihres Songs „Tour de France“ umrundeten vier Bahnradfahrer des britischen Olympiateams die Bahn.